# Point Fortin
Point Fortin è un borgo di Trinidad e Tobago.